# Finale mondiale de l'athlétisme 2007
Navigation
Édition précédente Édition suivante
La Finale mondiale de l'athlétisme 2007 s'est déroulée au Mercedes-Benz Arena de Stuttgart en Allemagne les 22 et 23 septembre 2007. Trente-six épreuves sont disputées (18 masculines et 18 féminines).

## Résultats

### Hommes
| Épreuves         | Or                                           | Argent                                | Bronze                                      |
| ---------------- | -------------------------------------------- | ------------------------------------- | ------------------------------------------- |
| 100 m            | Asafa Powell (JAM) 9 s 83 (MR)               | Jaysuma Saidy Ndure (NOR) 10 s 06     | Michael Frater (JAM) 10 s 11                |
| 200 m            | Jaysuma Saidy Ndure (NOR) 19 s 89            | Wallace Spearmon (USA) 20 s 18        | Rodney Martin (USA) 20 s 27                 |
| 400 m            | LaShawn Merritt (USA) 44 s 58                | Tyler Christopher (CAN) 44 s 87       | Angelo Taylor (USA) 44 s 92                 |
| 800 m            | Youssef Saad Kamel (BHR) 1 min 45 s 61       | Mbulaeni Mulaudzi (RSA) 1 min 45 s 67 | Belal Mansoor Aliy (BHR) 1 min 45 s 93      |
| 1500 m           | Daniel Kipchirchir Komen (KEN) 3 min 37 s 96 | Mehdi Baala (FRA) 3 min 38 s 35       | Suleiman Kipses Simotwo (KEN) 3 min 38 s 36 |
| 3000 m           | Edwin Soi (KEN) 7 min 48 s 81                | Joseph Ebuya (KEN) 7 min 49 s 70      | Mohammed Farah (GBR) 7 min 49 s 89          |
| 5000 m           | Edwin Soi (KEN) 13 min 38 s 16               | Micah Kogo (KEN) 13 min 39 s 91       | Moses Ndiema Masai (KEN) 13 min 39 s 96     |
| 3000 m steeple   | Paul Kipsiele Koech (KEN) 8 min 00 s 67      | Richard Mateelong (KEN) 8 min 07 s 66 | Brimin Kiprop Kipruto (KEN) 8 min 11 s 05   |
| 110 m haies      | Dayron Robles (CUB) 12 s 92                  | David Payne (USA) 13 s 08             | Terrence Trammell (USA) 13 s 15             |
| 400 m haies      | Marek Plawgo (POL) 48 s 35                   | Kerron Clement (USA) 48 s 35          | James Carter (USA) 48 s 36                  |
| Saut en hauteur  | Donald Thomas (BAH) 2,32 m                   | Stefan Holm (SWE) 2,30 m              | Linus Thörnblad (SWE) 2,27 m                |
| Saut à la perche | Brad Walker (USA) 5,91 m                     | Björn Otto (GER) 5,86 m               | Steven Hooker (AUS) 5,81 m                  |
| Saut en longueur | Andrew Howe (ITA) 8,35 m                     | Brian Johnson (USA) 8,16 m            | Godfrey Khotso Mokoena (RSA) 8,12 m         |
| Triple saut      | Walter Davis (USA) 17,35 m                   | Aarik Wilson (USA) 17,34 m            | Nelson Évora (POR) 17,30 m                  |
| Poids            | Reese Hoffa (USA) 20,98 m                    | Adam Nelson (USA) 20,95 m             | Andrei Mikhnevich (BLR) 20,88 m             |
| Disque           | Gerd Kanter (EST) 66,54 m                    | Virgilijus Alekna (LTU) 65,94 m       | Piotr Małachowski (POL) 65,35 m             |
| Marteau          | Ivan Tsikhan (BLR) 82,05 m                   | Krisztián Pars (HUN) 78,42 m          | Koji Murofushi (JPN) 77,95 m                |
| Javelot          | Tero Pitkämäki (FIN) 88,19 m                 | Andreas Thorkildsen (NOR) 85,06 m     | Magnus Arvidsson (SWE) 83,37 m              |

### Femmes
| Épreuves         | Or                                     | Argent                                     | Bronze                                         |
| ---------------- | -------------------------------------- | ------------------------------------------ | ---------------------------------------------- |
| 100 m            | Carmelita Jeter (USA) 11 s 10          | Allyson Felix (USA) 11 s 15                | Christine Arron (FRA) 11 s 20                  |
| 200 m            | Muriel Hurtis-Houairi (FRA) 22 s 73    | Debbie Ferguson-McKenzie (BAH) 22 s 74     | LaShauntea Moore (USA) 22 s 78                 |
| 400 m            | Sanya Richards (USA) 49 s 27           | Novlene Williams (JAM) 50 s 12             | Christine Ohuruogu (GBR) 50 s 20               |
| 800 m            | Janeth Jepkosgei (KEN) 1 min 57 s 87   | Mayte Martínez (ESP) 1 min 58 s 14         | Marilyn Okoro (GBR) 1 min 58 s 76              |
| 1500 m           | Maryam Yusuf Jamal (BHR) 4 min 01 s 23 | Yelena Soboleva (RUS) 4 min 05 s 35        | Sarah Jamieson (AUS) 4 min 05 s 43             |
| 3000 m           | Meseret Defar (ETH) 8 min 27 s 24      | Vivian Cheruiyot (KEN) 8 min 28 s 66       | Priscah Jepleting Cherono (KEN) 8 min 29 s 06  |
| 5000 m           | Vivian Cheruiyot (KEN) 14 min 56 s 94  | Sylvia Jebiwott Kibet (KEN) 14 min 57 s 37 | Priscah Jepleting Cherono (KEN) 14 min 58 s 97 |
| 3000 m steeple   | Eunice Jepkorir (KEN) 9 min 35 s 03    | Roisin McGettigan (IRL) 9 min 35 s 86      | Cristina Casandra (ROU) 9 min 36 s 38          |
| 100 m haies      | Michelle Perry (USA) 12 s 68           | Josephine Onyia (ESP) 12 s 70              | Delloreen Ennis-London (JAM) 12 s 72           |
| 400 m haies      | Anna Jesien (POL) 54 s 17              | Jana Rawlinson (AUS) 54 s 19               | Melaine Walker (JAM) 54 s 31                   |
| Saut en hauteur  | Blanka Vlašić (CRO) 2,00 m             | Antonietta Di Martino (ITA) 1,97 m         | Anna Chicherova (RUS) 1,97 m                   |
| Saut à la perche | Yelena Isinbayeva (RUS) 4,87 m         | Monika Pyrek (POL) 4,82 m                  | Svetlana Feofanova (RUS) 4,82 m                |
| Saut en longueur | Tatyana Lebedeva (RUS) 6,78 m          | Grace Upshaw (USA) 6,64 m                  | Oksana Udmurtova (RUS) 6,52 m                  |
| Triple saut      | Yargelis Savigne (CUB) 14,78 m         | Hrysopiyí Devetzí (GRE) 14,75 m            | Tatyana Lebedeva (RUS) 14,72 m                 |
| Poids            | Valerie Vili (NZL) 20,40 m             | Nadine Kleinert (GER) 19,36 m              | Petra Lammert (GER) 19,12 m                    |
| Disque           | Franka Dietzsch (GER) 62,58 m          | Věra Pospíšilová-Cechlová (CZE) 62,04 m    | Nicoleta Grasu (ROU) 61,75 m                   |
| Marteau          | Yipsi Moreno (CUB) 73,76 m             | Ivana Brkljačić (CRO) 73,22 m              | Clarissa Claretti (ITA) 70,34 m                |
| Javelot          | Barbora Špotáková (CZE) 67,12 m        | Steffi Nerius (GER) 64,90 m                | Christina Obergföll (GER) 62,47 m              |